# Теорія матриць

Матриця 5х5 і
три вибрані підматриці

Теорія матриць — розділ математики, що вивчає властивості і застосування матриць.

## Історія
Матриці мають довготривалу історію застосування при розв'язуванні систем лінійних рівнянь. Китайський текст «Математика в дев'яти книгах» (написаний ще до нашої ери) містить приклади використання матриць для розв'язання системи рівнянь, включаючи поняття визначника, ще задовго до введення визначників японським математиком Секі Такакадзу (1683) та німецьким математиком Лейбніцем (1693) (див. формула Лейбніца). Габрієль Крамер представив свій метод в 1750 році, а розклад Лапласа був доведений автором у 1772 році. 
Поняття «матриці», яке вже не було похідним від поняття «визначник» з'явилось тільки в 1858 році в праці англійського математика Артура Кейлі. Термін «матриця» першим став вживати Джеймс Джозеф Сильвестр, який розглядав матрицю, як об’єкт, що породжує сімейство мінорів (визначників менших матриць, утворених викреслюванням рядків та стовпців з початкової матриці).
Вивчення визначників відбувалось в різних галузях математики:
- Карл Фрідріх Гаусс першим встановив зв’язок між квадратичними формами, лінійними відображеннями та матрицями.
- Коші розглядав визначники як многочлени та в 1829 довів, що власні значення симетричних матриць є дійсними числами.

Багато теорем доводили спочатку для матриць малих розмірів: теорема Гамільтона — Келі була доведена Келі тільки для матриць 2×2, а  Гамільтоном для 4×4.

## Поняття та характеристики

Транспону вання.

### Основні поняття
- Матриця, підматриця, нульова матриця
- Множення матриць
- Головна діагональ
- Транспонування та ермітове спряження матриці
- Визначник, мінори, ранг та слід матриці

### Квадратні матриці

Поворот відносно початку координат.

Квадратні матриці застосовують для опису лінійного перетворення векторного простору. Тому їх властивості доцільно вивчати знаючи теми: власний вектор та власне значення матриці із розділу лінійна алгебра.
Становлять інтерес такі квадратні матриці:
- вироджені, невироджені, обернена;
- переставні, подібні, конгруентні;
- нормальні, унітарні/ортогональні, самоспряжені/симетричні, косоермітові/кососиметричні;
- додатноозначені, проєкційні;
- діагональні, одиничні.

Для квадратних матриць існують такі важливі характеристики як визначник та слід.

### Прямокутні матриці

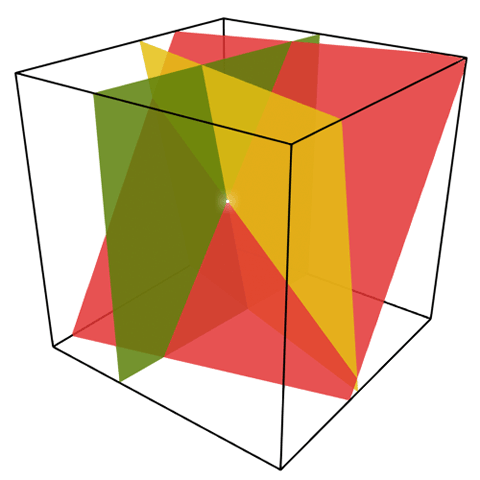
Система трьох рівнянь(3 площини) з трьома невідомими (3-мірність простіру). Розв'язком є точка перетину площин.

(Квадратних матриць це також стосується).
Прямокутні матриці застосовуються для розв'язку систем лінійних рівнянь.
Тому потрібно вивчити поняття:
- трикутна матриця,
- псевдообернена матриця, формула Гревіля,
- сингулярний розклад матриці,
- QR-розклад матриці,
- полярний розклад матриці.

Для прямокутних матриць існує така важлива характеристика як ранг.

### Блочні матриці
- блочна матриця, добуток Кронекера,
- обернення блочної матриці, матрична тотожність Вудбурі.

### Розклад матриці
- Скелетний розклад матриці рангу {\displaystyle r} на 2 множника рангу {\displaystyle r}.
- Власний розклад матриці (спектральний розклад) — у вигляді діагональної матриці з власними значеннями та матриці з власними векторами
- Сингулярний розклад — у вигляді діагональної матриці та двох унітарних матриць
- Полярний розклад — у вигляді добутку унітарної матриці та невід'ємної ермітової матриці
- QR-розклад — у вигляді добутку унітарної та трикутної матриці
- LU-розклад — у вигляді добутку нижньої трикутної матриці та верхньої трикутної матриці
- Розклад Холецького — представлення симетричної додатноозначеної матриці у вигляді добутку трикутної матриці з додатними елементами на діагоналі на себе транспоновану.
- Розклад Шура — у вигляді унітарної та трикутної матриці

## Застосування

### в аналітичній геометрії
Для аналітичної геометрії використовуються такі ортогональні матриці:
- матриця повороту, матриця перестановки, матриця Хаусхолдера.

### в теорії графів
- матриця інцидентності, матриця суміжності, степенева матриця

### в цифровій обробці сигналів (DSP)
- бінарна матриця, матриця перестановки, матриця Адамара.